# NGC 1705
NGC 1705 là một thiên hà dạng thấu kính bất thường và là một thiên hà lùn đặc lam (BCD) nằm ở phía nam chòm sao Hội Giá, ở vị trí ít hơn 1 độ về phía đông của Iota Pictoris, và đang trải qua một vụ bùng nổ sao. Với cấp sao biểu kiến là 12,6, cần có kính thiên văn để quan sát nó. Ước tính, thiên hà này cách Trái Đất khoảng 17 triệu năm ánh sáng, và là một thành viên của Nhóm Dorado.
Đây là một thiên hà tương đối biệt lập, các "hàng xóm" gần nhất cách nó ít nhất là 500 kpc. Tuy nhiên, đĩa hydro trung tính của nó cho thấy một lượng cong vênh đáng kể, cho thấy rằng khí bên ngoài vẫn đang lắng đọng tại chỗ. Các mô hình khối lượng của thiên hà cho thấy nguồn chi phối khối lượng là quầng vật chất tối. Nó có một cụm siêu sao nằm gần trung tâm thiên hà, và có gió thiên hà mạnh. Được đặt tên là NGC 1750–1, cụm siêu sao này có bán kính tối đa là 2,85 ± 0,50 pc và độ tuổi 12 ± 6 triệu năm.
Hoạt động bùng nổ sao chính diễn ra tại lõi thiên hà, trong phạm vi khoảng 150 pc từ trung tâm và điều này cung cấp nguồn ion hóa chính ra bên ngoài tới khoảng cách khoảng 1.000 pc hoặc xa hơn. Trong 10 triệu năm qua nó đã bổ sung lượng sao có khối lượng 5,7×105 M☉. Các sao trẻ hơn trong thiên hà với độ tuổi dưới 1 tỷ năm ước tính có khối lượng 6,0×107 M☉ và chủ yếu tập trung gần tâm, trong khi các quần thể sao già hơn có khối lượng 2,2×108 M☉ và tạo thành sự phân bố trải rộng hơn. Tổng khối lượng hydro trung tính trong thiên hà ước đạt (2,2 ± 0,2) ×108 M☉.